# 马哈拉惹里拉
拿督馬哈拉惹里拉（Dato Maharaja Lela，19世纪—1877年1月20日）是馬來西亞霹靂州的馬來民族主義者。
拿督马哈拉惹里拉是來自蘇拉威西卢武克區的布吉人（武吉士）國王鄧沙利利的後裔。苏丹慕扎法沙三世（Sultan Muzaffar Shah III）在位期間，他來到霹靂和被任命為穆夫提，被授予「拿督馬哈拉惹里拉」的頭銜，授予他權力可以不經審訊把罪犯斬首。
潘達蘭後來成為霹靂州反英鬥爭的領導者。領導人中還有拿督沙可（Dato' Sagor）和雅坎丁（Ngah Kandin）。計劃聯合暗殺詹姆斯·韋勒·伍德福德·畢治，英國在霹靂的駐紮總長。這決定由蘇丹阿卜杜拉於1875年7月21日在榴蓮塞巴當（Durian Sebatang）主持的會議批准。
畢治在1875年11月2日被拿督馬哈拉惹里拉和他的助手瑟普东（Seputum）刺死。當時他正在巴西沙叻附近的霹雳河洗澡。
畢治被暗殺有不同的原因。一種觀點認為，畢治被刺殺是因為他在霹靂州取締奴隸制。這樣激怒了拿督馬哈拉惹里拉，因為他們的收入依賴於捕捉和販賣半島原住民作為奴隸。

## 影响
拿督馬哈拉惹李拉被廣泛視為民間英雄，被馬來民族主義者視為馬來人反對英國殖民主義的象徵。
他的名字衍生成馬來語“maharajalela”和印尼語 “merajalela”，來形容不可控的行為或現象。